# Cape Coast

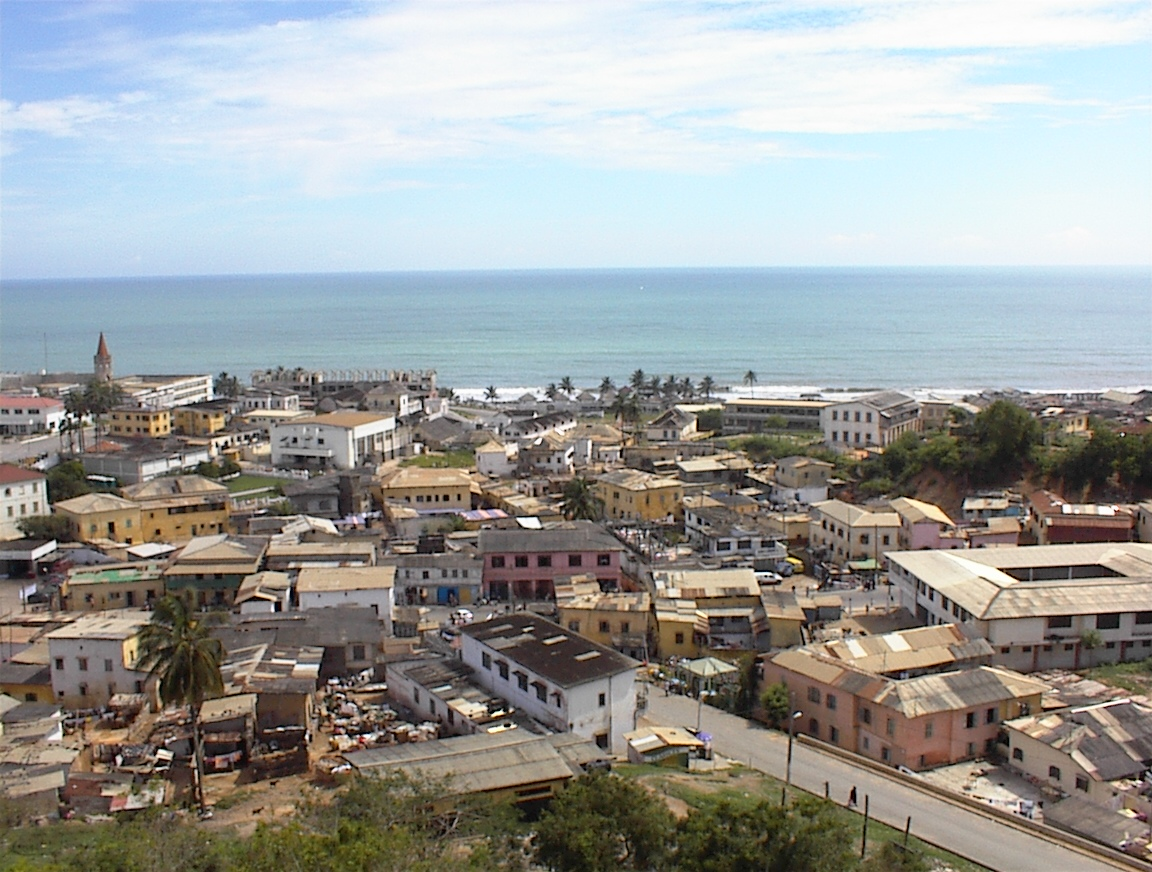
Cape Coast

Cape Coast lub Cabo Corso (pierwotnie znane jako Oguaa) jest stolicą dystryktu i Regionu Centralnego Ghany, położone 165 km na zachód od Akry nad Zatoką Gwinejską. Populacja według spisu w roku 2010 wynosiła 108,4 tys. mieszkańców. Od XVI stulecia miasto kilkukrotnie zmieniało właściciela (Wielka Brytania, Portugalia, Szwecja, Dania i Holandia). W mieście rozwinął się przemysł spożywczy oraz włókienniczy.

## Historia
Założone przez Portugalczyków w XV wieku, miasto rozrastało się wokół zamku Cape Coast Castle, który teraz jest miejscem światowego dziedzictwa. Zamienione w zamek przez Holendrów w 1637, później rozwinięte przez Szwedów w 1652 i zdobyte przez Brytyjczyków w 1664. Brytyjczycy stąd kierowali swoimi działaniami na Złotym Wybrzeżu do chwili, kiedy Akra stała się stolicą w 1877.

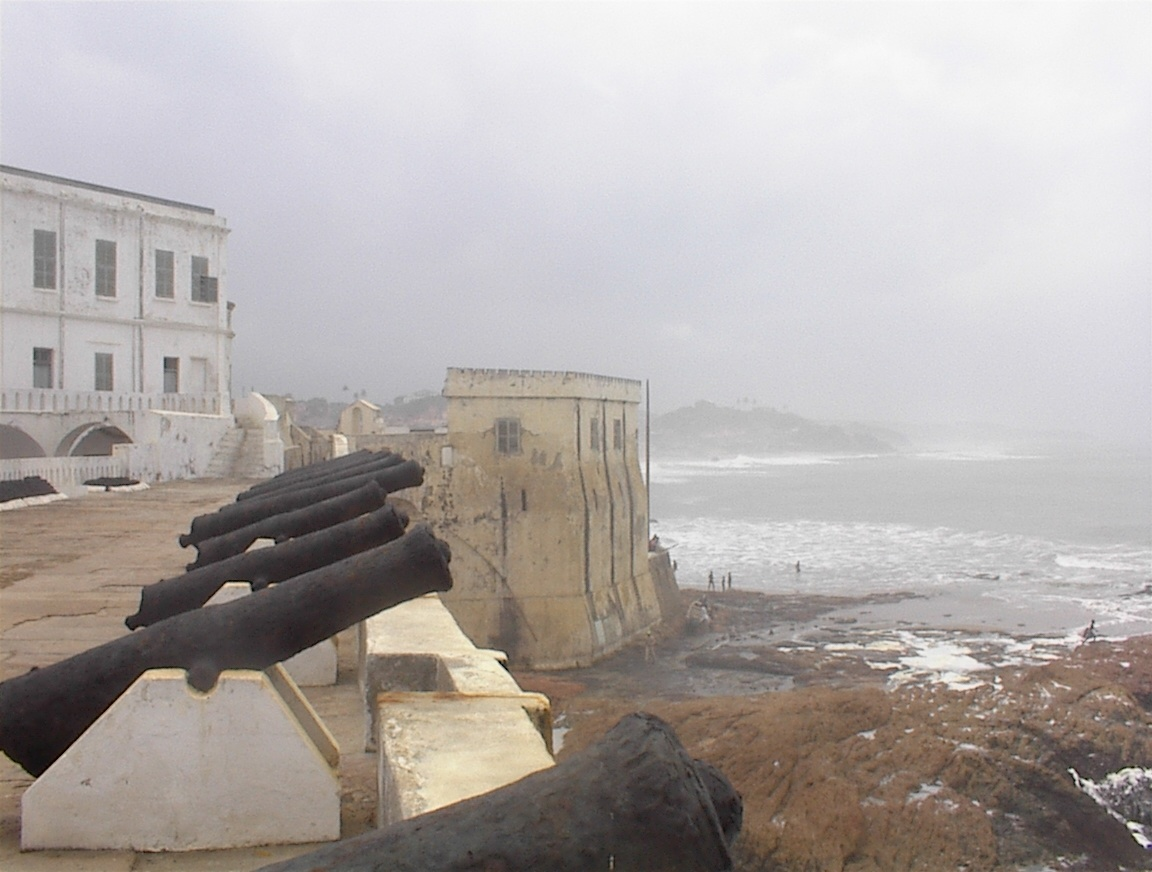
Armaty na zamku Cape Coast Castle

## Atrakcje
Fort William zbudowany w 1820 był działająca latarnią morską od 1835 do lat 70. XX wieku, Fort Victoria zbudowany w 1702. Innymi atrakcjami są: Centrum Kultury Narodowej w Cape Coast (ang. Cape Coast Centre for National Culture), dożynki Oguaa Fetu Afahye i od 1992 biennale teatralne Panafest.

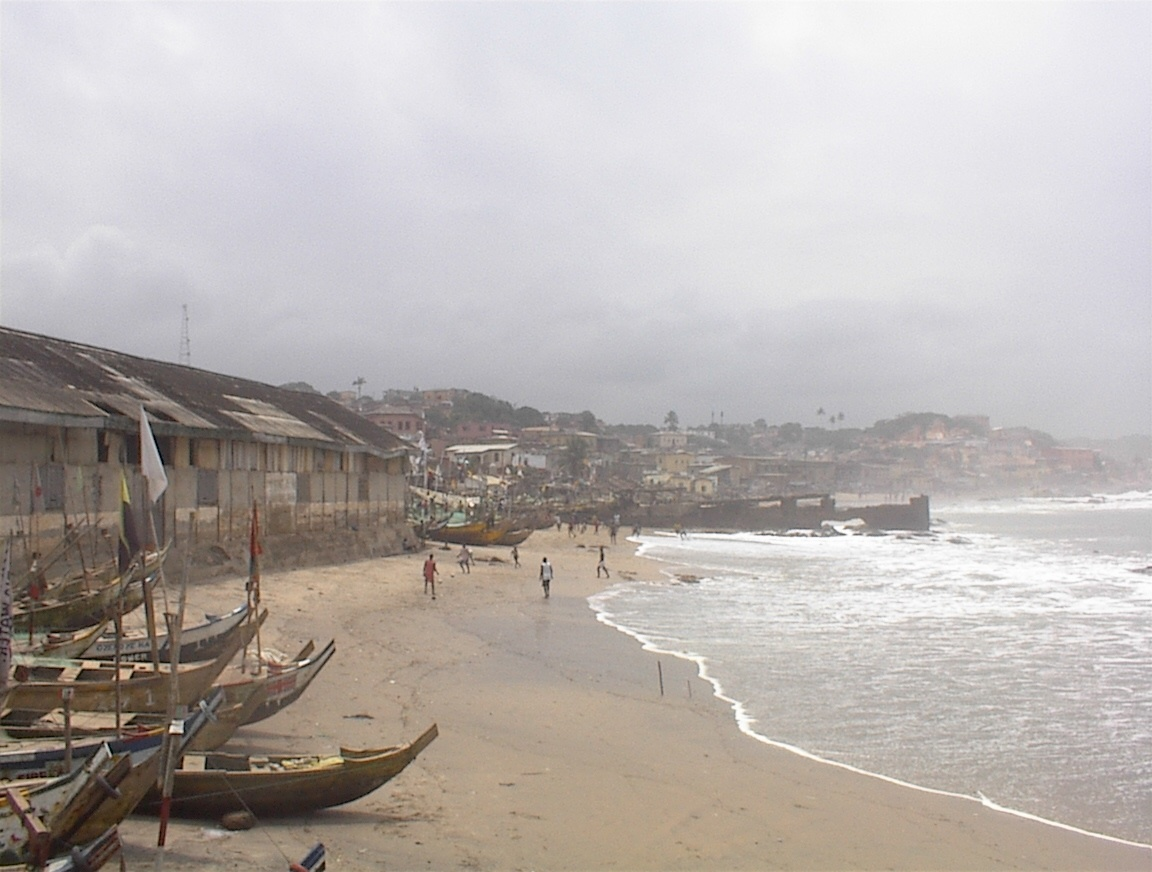
Port rybacki w Cape Coast

## Edukacja
Cape Coast jest siedzibą Uniwersytetu Cape Coast (UCC), wiodącego w nauczaniu i badaniach uniwersytetu w Ghanie, najlepszych szkół średnich: Wesley Girls' High School, St. Augustine College, Mfantsipim, Adisadel College, Aggrey Memorial AME Secondary School, Ghana National College, Holy Child Secondary i wielu innych.